# Simon Crean
Simon Crean (ur. 26 lutego 1949 w Melbourne, zm. 25 czerwca 2023 w Berlinie) – australijski polityk, członek Australijskiej Partii Pracy (ALP), w latach 2001–2003 przywódca tej partii i zarazem lider opozycji. W latach 1990–1993 i ponownie 2007–2013 członek gabinetów federalnych Australii.

## Życiorys

### Młodość i początki kariery
Jest synem Franka Creana, wicepremiera w gabinecie Gougha Whitlama. Jest absolwentem studiów ekonomicznych i prawniczych na Monash University. Przez wiele lat pracował jako etatowy działacz związków zawodowych, dochodząc w 1979 do stanowiska sekretarza generalnego Związku Magazynierów i Pakowaczy. W 1977 bez powodzenia ubiegał się w wewnątrzpartyjnych prawyborach o nominację ALP w okręgu wyborczym, który wcześniej reprezentował w parlamencie jego ojciec. W 1981 został wiceprzewodniczącym, a cztery lata później szefem Australijskiej Rady Związków Zawodowych (ACTU), największej centrali związkowej w kraju.

### Kariera polityczna
W 1990 został wybrany do Izby Reprezentantów jako przedstawiciel okręgu wyborczego Hotham, obejmującego część przedmieść Melbourne. Zaraz potem wszedł do gabinetu Boba Hawke’a jako minister nauki i technologii. Pozostał wśród ministrów również za czasów premiera Paula Keatinga, kierując resortami produkcji pierwotnej i energii, a później zatrudnienia, edukacji i szkoleń.
Po przejściu ALP do opozycji, Crean kandydował na lidera partii. Został wybrany na to stanowisko dopiero za drugim podejściem, w roku 2001. Nie zdołał jednak odbudować pozycji partii w sondażach i w 2003 zrezygnował z przewodzenia jej. Przez cały okres 1996-2007 pozostawał członkiem gabinetu cieni. Po powrocie ALP do władzy pod wodzą Kevina Rudda w 2007 roku, został ministrem handlu. Był jedynym członkiem ekipy Rudda, który zasiadał także w gabinet dwóch poprzednich premierów z ramienia ALP. W 2010, po przejęciu kierownictwa w ALP i w rządzie przez Julię Gillard, zostały mu powierzone (równocześnie) trzy stanowiska związane z kwestiami społecznymi: ministra edukacji, ministra ds. relacji w miejscu pracy oraz ministra ds. integracji społecznej. We wrześniu 2010 został przeniesiony na stanowisko ministra regionalnej Australii, rozwoju regionalnego i samorządów lokalnych, równolegle pełnił też urząd ministra sztuki.
W marcu 2013 premier Gillard usunęła go z rządu za nielojalność po tym, jak zaczął publicznie wzywać do przeprowadzenia nowych wyborów na stanowisko lidera ALP. Kiedy w czerwcu 2013 ostatecznie do tego doszło, a przywódcą partii został po raz drugi Kevin Rudd, Crean kandydował na jego zastępcę (co automatycznie dałoby mu też fotel wicepremiera Australii), ale w głosowaniu członków klubu parlamentarnego ALP pokonał go Anthony Albanese. Rozczarowany takim wynikiem Crean ogłosił, iż nie będzie startował w kolejnych wyborach parlamentarnych, w związku z czym we wrześniu 2013 przeszedł na polityczną emeryturę.